# Пирон, Клод
Клод Пиро́н (фр. Claude Piron, 26 февраля 1931 — 22 января 2008) — швейцарский лингвист, психолог, переводчик, выдающийся эсперантист, пропагандист эсперанто и равенства языков, автор многих художественных и публицистических произведений на языке эсперанто.

## Биография
Клод Пирон родился в Бельгии, в городе Намюр в 1931 году. Получив лингвистическое (переводческое) образование, работал переводчиком для ООН (1956—1961) и ВОЗ (1961—1969), владел китайским, английским, русским и испанским языками. В качестве переводчика ВОЗ Пирон побывал во многих странах Азии и Африки. Его многочисленные международные контакты значительно повлияли на эсперанто-деятельность. В конце 1960-х годов он получил психологическое образование и с 1969 года занимался большей частью психотерапией. В 1973—1994 годах преподавал психологию в Женевском Университете.
Пирон увлёкся международным языком эсперанто в 1943 году, будучи школьником. Он оставался активным пропагандистом этого языка до самой кончины. На эсперанто и об эсперанто им издано большое количество художественной, учебной, научной и публицистической литературы (писал также под псевдонимом Johán Valano). Пирон являлся членом Академии эсперанто, почётным членом Всемирной ассоциации эсперанто, членом Ассоциации писателей-эсперантистов, лауреатом многих премий и конкурсов.
С 1978 года являлся швейцарским подданным. 22 января 2008 года скончался от сердечного приступа (Гланд, Швейцария).
Был женат, имел трех детей.

## Пирон и эсперанто
Клод Пирон известен как популярный писатель на языке эсперанто. Его художественные произведения отличаются увлекательностью повествования, но в то же время простотой стиля и активным использованием «скрытых» выразительных способностей эсперанто (в первую очередь за счёт «непривычного», но понятного словообразования). Значительную известность и популярность получили его обучающие повести «Герда пропала!» (Gerda malaperis!) и «Позволь мне сказать больше!» (Lasu min paroli plu!), в которых увлекательный сюжет представлен в форме постепенно усложняющихся текстов, особо ориентированных на отработку тех или иных грамматических особенностей эсперанто.
Как эсперанто-поэт Пирон знаменит поэтическим сборником «По-доброму» (Malmalice, эсперанто-название представляет собой непереводимую игру слов). Кроме этого он переводил песни с многих языков, популярностью пользуется его аудиоальбом «Полакомься грушей» (Frandu Piron, 1982).
В многочисленных лингвистических и научно-популярных статьях об эсперанто К. Пирон описывает различные лингвистические и социологические аспекты эсперанто. Будучи психологом, он выдвинул и постоянно отстаивал тезис о том, что эсперанто является «более приспособленным для человеческой психики, чем национальные языки», так как более последовательно отвечает принципу «сходным понятиям — сходные формы выражения». Большую известность и неоднозначную оценку среди эсперантистов получила его книга «Хороший язык» (La bona lingvo), в которой он отстаивает принципы «простого эсперанто», способного черпать ресурсы для обогащения в самом себе, в своей грамматической структуре (в противовес идее «богатого эсперанто», черпающего богатство форм в национальных языках).
Пирон являлся автором многочисленных публикаций по многоязычию и языковой проблеме (на эсперанто, французском и английском языках), в которых он убедительно защищал эсперанто как средство для международного общения; особо известно его сочинение «Языковая проблема — от хаоса к здравому смыслу» (Le Défi des langues − Du Gâchis au bon sens, 1994, издана также на португальском языке).

## Наиболее значимые произведения
- Серия так называемых «Ли-романов» (Ĉu-romanoj):
  - «Готовите ли Вы по-китайски?» (Ĉu vi kuiras ĉine?, 1976)
  - «Достаточно ли он притормозил?» (Ĉu li bremsis sufiĉe?, 1978)
  - «Он пришёл из космоса?» (Ĉu li venis trakosme?, 1980)
  - «Мы собрались напрасно?» (Ĉu ni kunvenis vane?, 1982)
  - «Умереть ли ей в движении?» (Ĉu ŝi mortu tra-fike?, 1982, эсперанто-название содержит непереводимую игру слов: «trafike» — в движении, от движения, «tra-fike» − от секса)

- Поэзия
  - Поэтический сборник «По-доброму» (Malmalice, 1977, эсперанто-название представляет собой непереводимую игру слов)

- Обучающая литература на эсперанто
  - «Герда пропала» (Gerda malaperis, 1983)
  - «Позволь мне сказать больше!» (Lasu min paroli plu!, 1984)
  - «Они схватили Эльзу!» (Ili kaptis Elzan!, 1985)
  - «Без прощения» (Sen pardono, 1988, учебник)
  - «Спасибо, друг!» (Dankon, amiko!, 1990)
  - «Поцелуйная болезнь» (La kisa malsano, 1991)

- Исследования и проблемные сочинения об эсперанто
  - «Эсперанто − европейский или азиатский язык?» (Esperanto: ĉu eŭropa aŭ azia lingvo?, 1977)
  - «Психологические реакции на эсперанто» (Psikologiaj reagoj al Esperanto, 1988)
  - «Хороший язык» (La bona lingvo, 1989)
  - «Эсперанто с точки зрения писателя» (Esperanto el la vidpunkto de verkisto, 1992)

- Аудиоальбом «Полакомься грушей» (Frandu Piron, 1982)

- На французском языке:
  - «Языковая проблема — от хаоса к здравому смыслу» (Le Défi des langues — Du Gâchis au bon sens, 1994, издана также на португальском языке)